# Acacia etilis
Acacia etilis är en ärtväxtart som beskrevs av Carlos Luis Spegazzini. Acacia etilis ingår i släktet akacior, och familjen ärtväxter. IUCN kategoriserar arten globalt som sårbar. Inga underarter finns listade i Catalogue of Life.